# Kalverbos (Tiel)
Het Kalverbos is een stadspark en een straat in de Nederlandse stad Tiel. Het park ligt in het stadscentrum, tussen de straat Kalverbos, de stadsgracht en het Sint Walburg. Over de gracht voert een goudkleurige voetgangersbrug naar de Veemarkt en de Burense Poort.

## Geschiedenis
De naam Kalverbos is afgeleid van Calvarieberg. Van het begin van de tiende eeuw tot 1679 stonden op het Kalverbos het klooster en de kerk van Sint-Walburg. Deze werden in of kort na het jaar 916 gesticht door graaf Waltger van Teisterbant. In 950 kwamen kerk en klooster in het bezit van bisschop Balderik van Utrecht en werd het Sint-Walburgcomplex een belangrijk kerkelijk centrum. Toen er zelfs wonderen werden toegeschreven aan de Heilige Walburga, werd Tiel ook een bedevaartplaats. Door de invoering van de Reformatie in 1578 raakte de kerk in verval. In juli 1588 liet Diederik Vijgh het koor met de koorgang afbreken en een jaar later de drie klokken uit de toren halen. De restanten van de kerk werden in 1679 afgebroken.
Langs het park staan verscheidene monumentale panden. Het pand Kalverbos 4 was lang een stadsboerderij, en na de Reformatie een Rooms-Katholieke schuilkerk. In de 18e eeuw werd het uitgebreid met een monumentale voorgevel en een verdieping, en in 1765 werd de latere generaal David Hendrik Chassé er geboren. Ook aan het Sint Walburg staan enkele monumentale panden, waaronder het gymnasium van 1864.
Voor 1839 werd de 'beestenmarkt' op het Kalverbos gehouden, onder meer de jaarlijkse paardenmarkt. In 1840 werd het park aangelegd door Karel George Zocher. Het terrein werd opgehoogd met de grond die vrijkwam toen de Hucht werd afgegraven. Er staan verschillende oude bomen, onder meer een beuk met een stamomtrek van meer dan 4 m. Ook staat er sinds 1918 een buste van Meinard Tydeman, die van 1891 tot 1916 vertegenwoordiger van het kiesdistrict Tiel was in de Tweede Kamer.
De naam Kalverbos werd officieel in 1884 vastgesteld, maar komt al in akten vanaf 1844 en in de vroege kranten (1854) voor.
In 1927 besloot de gemeenteraad het park te reconstrueren, en de VVV schonk bij haar tienjarig bestaan in 1929 1500 gulden voor de bouw van een fontein. De fontein is een gemeentelijk monument. Tijdens de Tweede Wereldoorlog lag onder het park een schuilkelder.
Voorafgaand aan de week van het fruitcorso in september leggen lokale instellingen langs de stadsgracht fruitmozaïeken, die 's avonds verlicht zijn.

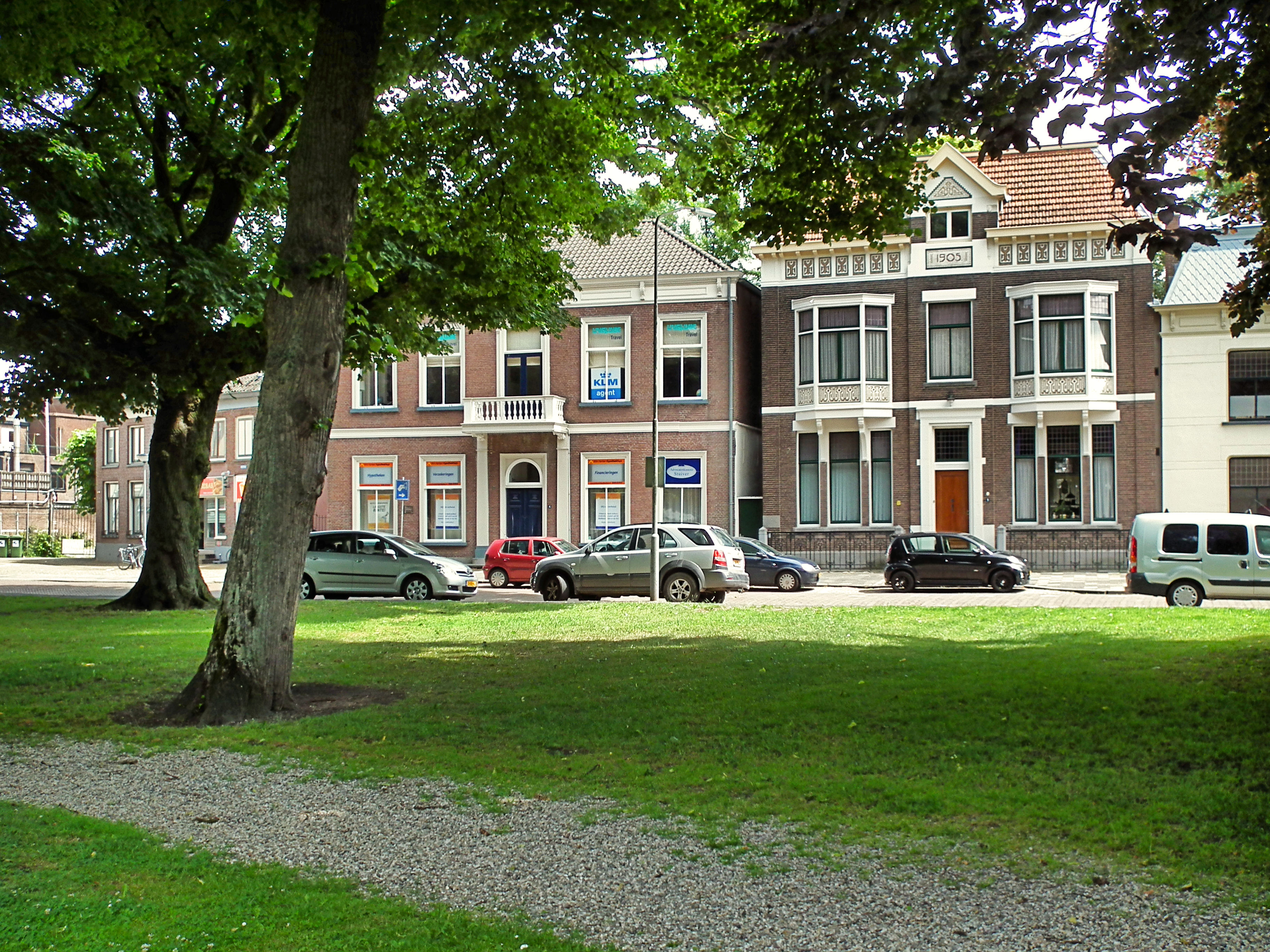
Kalverbos 4 en 5
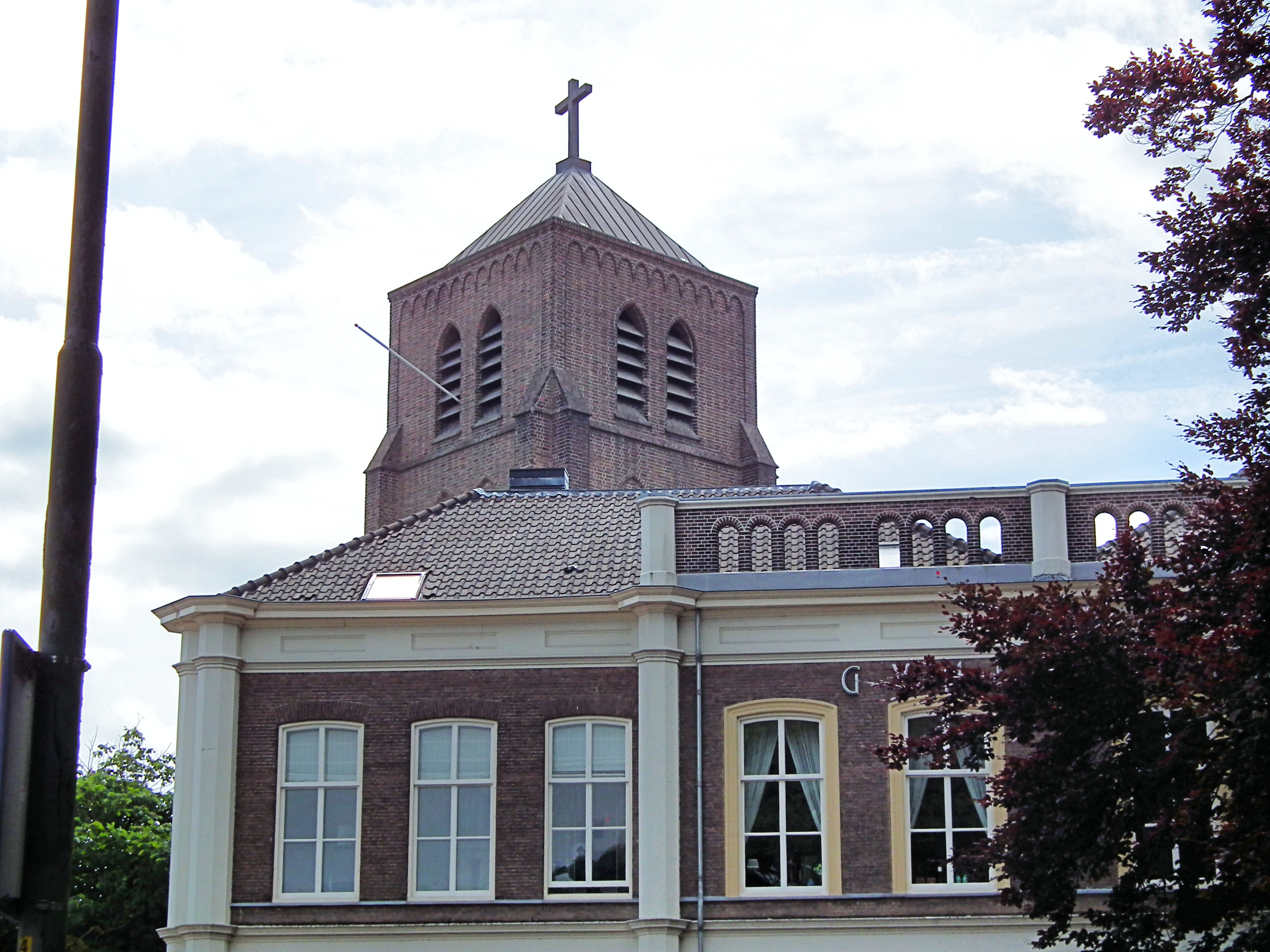
Het gymnasium met daarachter de Sint Dominicuskerk
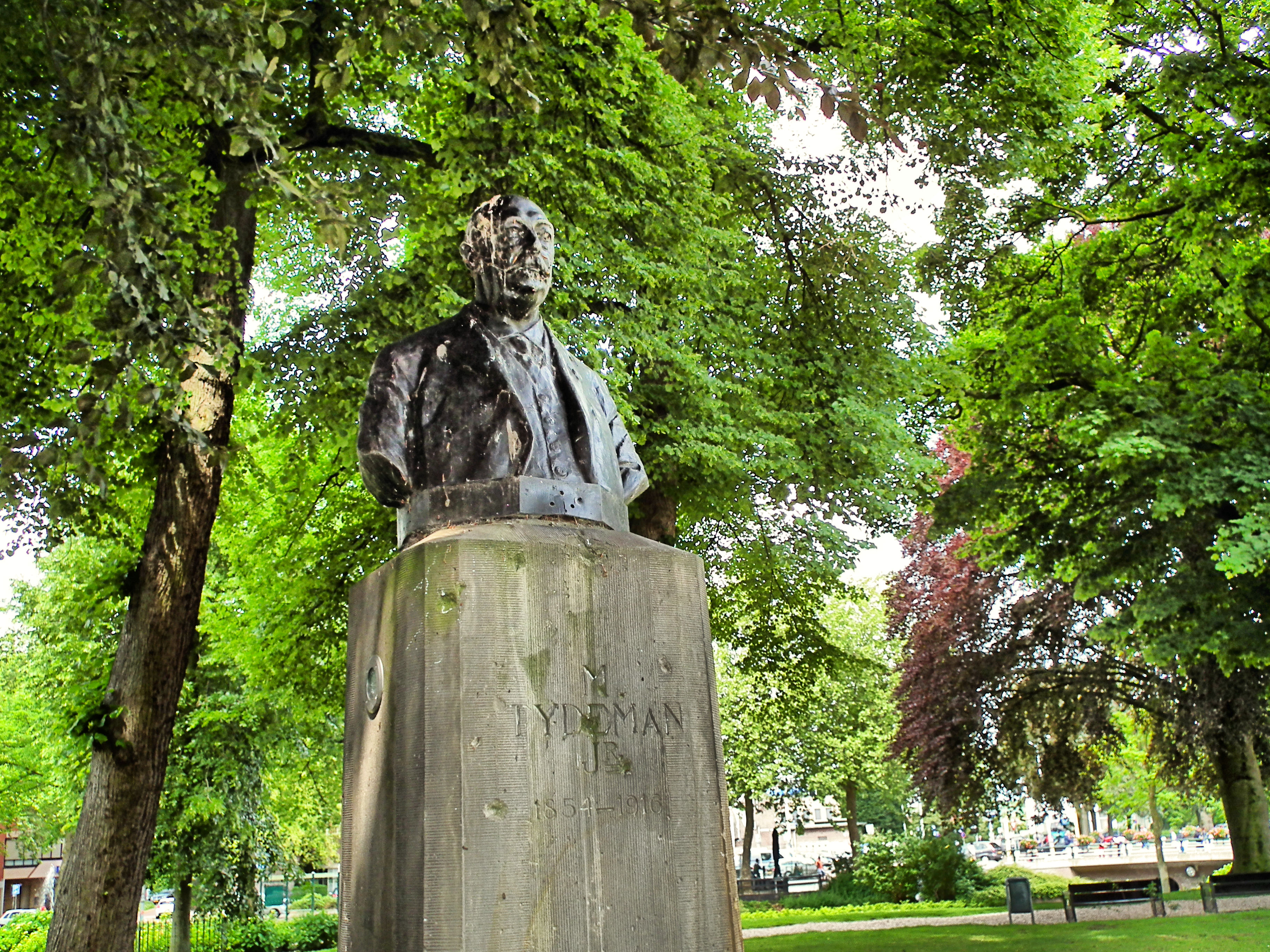
Buste van Meinard Tydeman
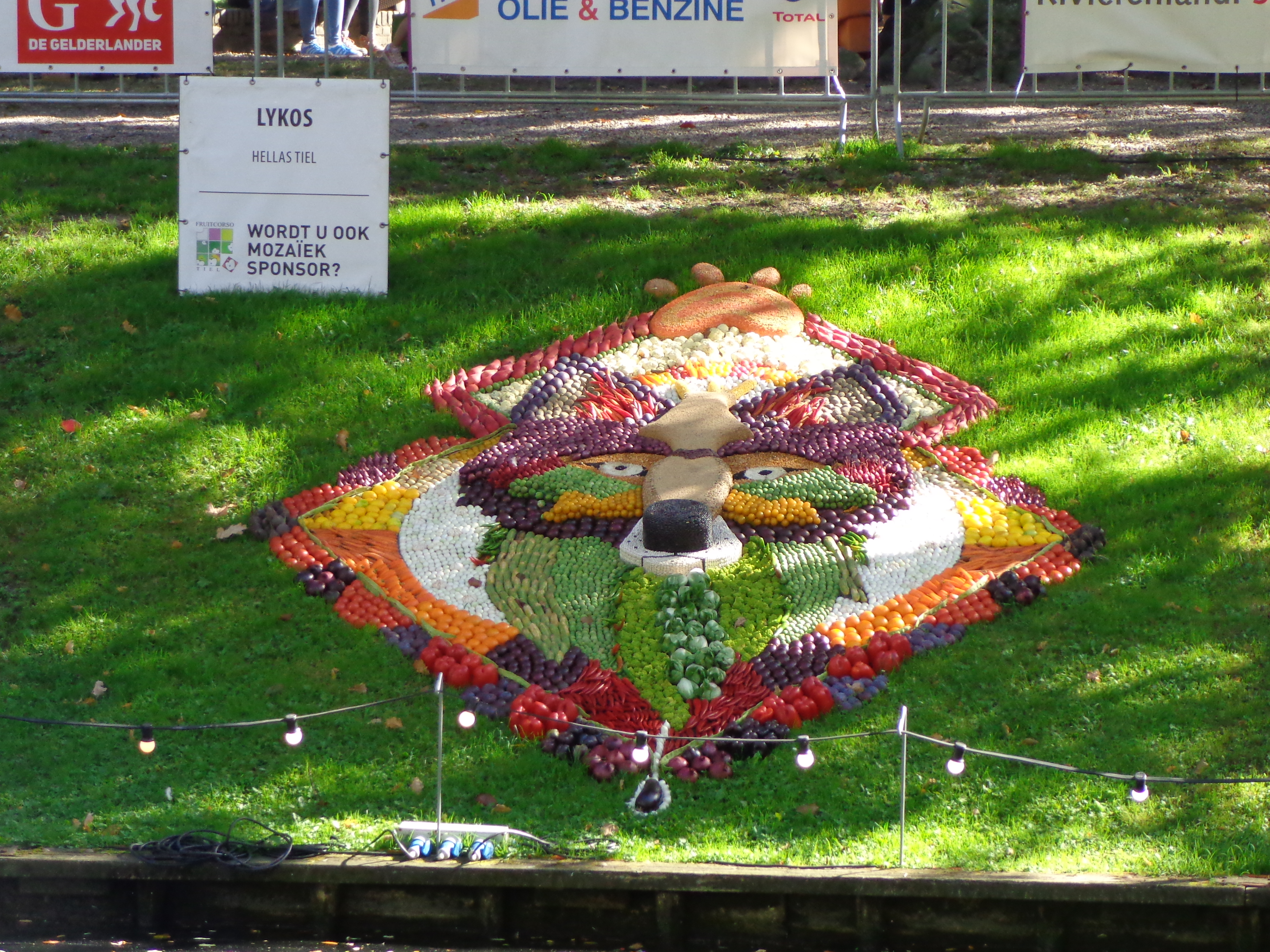
Fruitmozaïek